# Русско-татарское двуязычие
Ру́сско-тата́рское двуязы́чие — широко распространённое явление среди татар России и ряда стран СНГ. Объясняется длительным соседством татарского и русского народов после присоединения Поволжья в XVI веке.

## История
Татарский язык является вторым по численности носителей национальным языком России. В силу исторических обстоятельств, русско-татарское двуязычие носит асимметричный характер. В начале 1990-х годов, с продвижением татарского языка в Татарстане, наблюдается повышение уровня его знания русскоязычным населением республики, обычно в форме неконтактного двуязычия, то есть слабо подкреплённого практическими навыками. При этом только около трети татар мира проживает в республике Татарстан. Не менее четверти из них родным языком считают русский, и абсолютное большинство тех, кто считает родным татарский, владеют русским хорошо или очень хорошо. Особой чертой русско-татарского двуязычия является смешение кодов, наиболее широко распространённое в среде городских татар. В подобных случаях в беседах друг с другом татароязычные могут начать предложение на татарском языке, а закончить его на русском языке, или наоборот. В речь могут просто вставляться речевые обороты или отдельные слова из другого языка. Схожая ситуация характерна для русско-башкирского, русско-чувашского, русско-удмуртского и многих других разновидностей национально-русского двуязычия в России и за её пределами (например, русско-казахское двуязычие или русско-уйгурско-казахское трёхъязычие).

## Примеры татарско-русского переключения кодов
- Да уж, ангильскые лищикы… Ә задний мусты таралмаганмы соң? Анысы күренми бит… Җибәр әле бер-икесен, в пулный руст.
- Употребление русизмов «мужыт» (тат. «бәлки»), «навирны» (тат. «мөгаен»), «потому щто» (тат. «чөнки»), «нужәли» («шулай мыни», «әллә»), «канишны» («әлбәттә»), «и» («һәм»), «или» (тат. «яки», «яисә») вместо татарских эквивалентов. Употребление слова «брат» для объединения татарских понятий «абый» (старший брат) и «эне» (младший брат).
- Употребление русизмов (обычно существительных, иногда — глаголов) с применением к ним норм татарской грамматики взамен татарских эквивалентов данных слов, например: «кушкасы» (тат. «мәчесе», «песие»), «сабакылар» (тат. «этләр»), «званит итәргә» (тат. «шалтыратырга»).
- Использование в татарской речи русских прилагательных.
- Шуточная отсылка к песне группы «Банд’Эрос»: Она хотела бы жить на Манхэттене, но киләсе тукталыш Минсельхоз урамы… (следующая остановка — ул. Минсельхоза).